# پودپالاتسی
پودپالاتسی (به لاتین: Podpalattsy) یک منطقهٔ مسکونی در روسیه است که در سرزمین آلتای واقع شده‌است.